# Rosina Penco

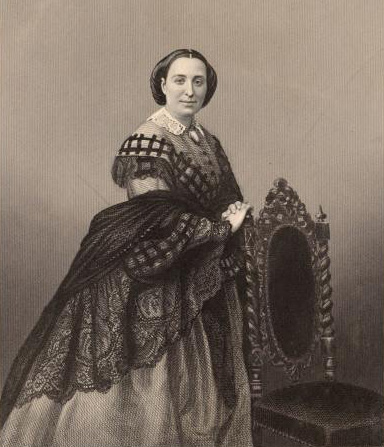
Rosina Penco

Rosina Penco, verheiratete Elena (manchmal auch: Rosa Penco; * 8. April 1823 in Neapel; † 2. November 1894 in Bagni di Porretta (heute: Porretta Terme)) war eine berühmte italienische Opernsängerin (Sopran bzw. dramatischer Koloratursopran), die besonders als erste bzw. frühe Interpretin einiger bedeutender Verdi-Rollen in die Geschichte einging.

## Leben
Laut Regli wurde sie in Neapel geboren und ihre Eltern stammten aus Genua. Kurt Gänzl berichtet, dass Rosina Penco wahrscheinlich eine Schwester des Tänzers und Choreografen Francesco (Maria Piero Saverio) Penco war, und ihre Eltern demnach Giuseppe Penco und Angela Maria Cavanna.
Über ihre Jugend und Ausbildung ist wenig bekannt. Ein erster Auftritt ist am 12. Januar 1847 in einem Konzert in Genua nachgewiesen, wo sie als Schülerin von Alessandro Marotta bezeichnet und „sehr applaudiert“ wurde.
Ungewöhnlicherweise ging sie danach mit einer italienischen Operntruppe auf Tournee nach Skandinavien und debütierte im November 1847 in Kopenhagen mit der Titelrolle in Lucia di Lammermoor; dabei wurde ihre „schöne Stimme und gute Intonation“, sowie ihr dramatisches musikalisches Talent und ihre freie Bühnenpräsenz gelobt. Sie sang außerdem die Rolle der Linda in Linda di Chamounix.
1848–49 war sie in Stockholm und sang die Primadonnen-Rollen in den beiden genannten Opern, sowie in (Luigi Riccis ?) Chiara di Rosemberg, in Rossinis Barbiere di Siviglia und in Donizettis komischen Opern L‘elisir d‘amore und Don Pasquale. Wahrscheinlich verkörperte sie auch die Elvira in Verdis Ernani und die Giselda in I Lombardi.
Danach ging sie an das Königstädter Theater in Berlin, wo sie ein ähnliches Repertoire sang, und darüber hinaus unter anderem die Elvira in I Puritani und Alice in Meyerbeers Robert le diable. Sie wurde auch vom preußischen König zu einem Konzert bei Hofe eingeladen und sang am Karfreitag 1850 das Sopransolo in Rossinis Stabat mater.
Von Herbst 1850 bis 1851 war sie in Konstantinopel am Teatro de Pera mit Auftritten als Lucia di Lammermoor und in Donizettis Poliuto, in Robert le diable und in Verdis I masnadieri; besonders bewundert wurde ihre Darbietung als Amina in La Sonnambula.
Noch im selben Jahr kehrte sie nach Italien zurück und wurde am Teatro della Pergola in Florenz für ihre Auftritte in Maria Padilla und La Sonnambula gefeiert, ebenso wie als Desdemona in Rossinis Otello, die sie noch durch eine Arie aus Donizettis Sancia di Castiglia ergänzte. Eine erfolgreiche Karriere führte sie in den folgenden Jahren an weitere italienische Theater in Genua, Livorno, Neapel und Rom. In Triest 1851–52 sang sie unter anderem die hochvirtuose Titelrolle in Verdis Giovanna d‘Arco, während sie in Neapel unter anderem in Luisa Miller für „ihr tiefes musikalisches Gefühl und ihre prächtige Stimme“ bewundert wurde.
Einen besonderen Platz in der Musikgeschichte erwarb sich Rosina Penco als erste Leonora in der Uraufführung von Verdis Il trovatore am 19. Januar 1853 im Teatro Apollo in Rom. Der Schriftsteller Charles Dickens erlebte sie in dieser Rolle einige Monate später im San Carlo in Neapel und bezeichnete sie in weiser Vorausahnung als „… eine Primadonna, die, denke ich, bald großen Erfolg in England haben wird“ („...there was a Prima Donna [Rosina Penco] who I think will soon make a great success in England“). Die Troubadour-Leonora blieb eine der Glanzrollen ihres Repertoires bis zum Ende ihrer Karriere.
Verdi wollte die Penco eigentlich auch als Violetta für die Uraufführung seiner La traviata, woraus jedoch zunächst nichts wurde; trotzdem wurde sie eine der ersten bedeutenden Interpretinnen dieser Rolle, die sie zum ersten Mal am 30. Dezember 1854 in Rom verkörperte.
Wahrscheinlich 1853 heiratete sie einen aus Ligurien stammenden Herrn Nicoló Elena, über den sonst nichts bekannt ist.
Im November 1855 hatte sie ihr Debüt am Théâtre-Italien in Paris und wurde besonders für ihre Leistung im Troubadour gefeiert:

„Madame Penco ist Verdis Heroine: Dieser atemlose, beinahe fiebrige Stil passt wunderbar zu ihr, und sie versteht es mit einer leidenschaftlichen Energie ihn mit Sinn zu erfüllen; in ihrem letzten Duett mit Manrico treibt sie die Realität ihres Todeskampfes bis zum Entsetzen. Madame Penco muss eine großartige Elvira (in Ernani, Anm. d. Ü.) sein und ganz allgemein eine exzellente Interpretin aller Inspirationen des Maestros.“

Sie glänzte außerdem in Carlo Pedrottis Fiorina. Nicht nur in Paris, sondern auch später, wurde die Penco allgemein sowohl für ihre gesangliche Bravour als auch für ihre darstellerischen Qualitäten bewundert, und Regli verglich sie einige Jahre später (1860) mit Maria Malibran.
Es folgte eine Tournee nach Madrid, wo sie mit ebenso großem Erfolg in La traviata, Il trovatore, Robert le diable und nun insbesondere auch als Norma auftrat; die Saison wurde sogar ihretwegen verlängert, so dass sie im Mai 1857 auch in Lucrezia Borgia singen konnte. Eine Zeitung berichtete:

„... Furore ... Das Publikum erhob sich und bejubelte die Penco als herausragende Künstlerin und vollkommene Sängerin und Schauspielerin.“

Nach einer Saison in Neapel kehrte sie nach Paris zurück und war dort in den kommenden Jahren der große Star der Opernbühne, zu ihren Glanzrollen gehörten auch hier La traviata und Norma, aber auch Rossinis bravouröse Semiramide und Auftritte in Mozarts Don Giovanni (zunächst als Zerlina, später auch Donna Anna) und Le nozze di Figaro.
Ähnlich wurde sie bald auch in Londons Covent Garden umjubelt, wo sie als La traviata debütierte. Paris und London waren jahrelang in regelmäßiger Abfolge ihre Hauptwirkstätten, ähnlich wie zuvor für Giulia Grisi, mit der sie aufgrund der massiven Repertoire-Überschneidungen geradezu unvermeidlich in Rivalität geriet, bis zu deren Rückzug von der Bühne. 1861 trat Rosina Penco in beiden Hauptstädten als Amelia in Verdis Un ballo in maschera auf, die sie eigentlich auch in der Uraufführung hätte singen sollen (was sich ähnlich wie bei La traviata nicht hatte verwirklichen lassen). In Paris sang sie 1863 neben Enrico Tamberlik die Paolina in Donizettis Poliuto.
Weitere bedeutende Rollen ihres Repertoires waren die Hauptrollen in Verdis Ernani und I vespri siciliani (Genua, 1857), in Bellinis Il pirata, Donizettis Anna Bolena, Rossinis La gazza ladra, und sogar in damals selten gespielten „historischen“ Buffa-Opern wie Cimarosas Il matrimonio segreto oder Pergolesis La serva padrona.
1864 ging die Penco auf Spanien-Tournee mit Auftritten in Cádiz, Sevilla, Barcelona und Madrid, wo sie für eine enorme Gage ihre Glanzrollen Norma, Semiramide, Lucrezia Borgia, La traviata und Il trovatore zum Besten gab.
1865, bei Auftritten in Paris, war sie zwar einige Male indisponiert, aber ihre Troubadour-Leonora wurde nach wie vor als „unersetzlich“ („irremplaçable“) empfunden. Danach verlief der größte Teil ihrer weiteren Karriere wiederum auf spanischen Bühnen und in Italien: 1868 hörte man sie in Genua, 1870 in Turin und Mailand (als Norma), 1871 in Bergamo. 1872–73 kehrte sie nochmals nach Paris zurück, wo man bemerkte, dass sie „mühelos“ wie immer sang. Letzte Stationen ihrer großen Karriere waren Sankt Petersburg (1873), Madrid (1874) und schließlich Granada (1875), wo sie ihre letzten Aufführungen von Norma, Poliuto und Il trovatore sang.
Danach zog sie sich ins Privatleben zurück und starb mit 71 Jahren.

## Rollen für Rosina Penco
In der Liste werden nur Partien aufgeführt, die für Rosina Penco geschrieben wurden und von ihr in der Uraufführung gesungen wurden, andere bedeutende Rollen werden im obigen Text erwähnt. Wie bereits oben angemerkt, sollte jedoch darauf hingewiesen werden, dass Rosina Penco eigentlich Verdis Wunschkandidatin für die Uraufführungen von La traviata (Violetta) und Un ballo in maschera (Amelia) war, aber aus unterschiedlichen Gründen kam das beide Male nicht zustande.
- Jacopo Foroni: Cristina, regina di Svezia, 22. Mai 1849, Königliche Oper, Stockholm (Cristina)
- Luigi Badia: Il conte di Leicester, Herbst 1851, Teatro della Pergola, Florenz (Elisabetta)
- Giuseppe Puzone: Il dottor Sabato, 14. Juli 1852, Teatro del Fondo, Neapel (Lunalba)
- Errico Petrella: Elena di Tolosa, 12. August 1852, Teatro San Carlo, Neapel (Elena)
- Giuseppe Verdi: Il trovatore, 19. Januar 1853, Teatro Apollo, Rom (Leonora)
- Giulio Litta: Edita di Lorno, 1. Juni 1853, Teatro Carlo Felice, Genua (Edita)
- Errico Petrella: Marco Visconti, 9. Februar 1854, Teatro San Carlo, Neapel (Bice)
- Giovanni Bottesini: L'assedio di Firenze, 21. Februar, 1856, Théatre-Italien, Paris (Maria)